# بيتروتون (تريكالا)

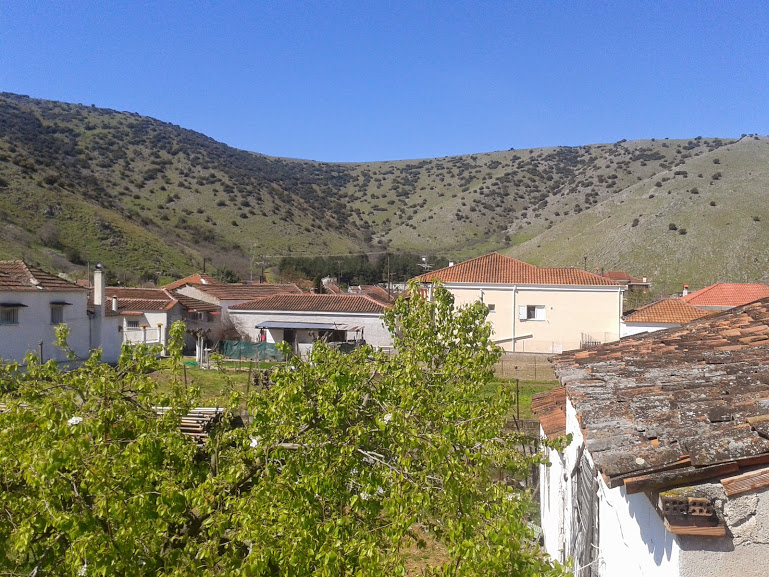

بيتروتون (Πετρωτόν) هي مدينة في تريكالا في مقاطعة فوريا إلادا في اليونان.